# Central West End (Saint-Louis)
Le Central West End est un quartier de Saint-Louis dans le Missouri qui s'étend de l'extrémité ouest du centre-ville au boulevard de l'Union longeant le Forest Park, avec sa remarquable gamme d'institutions culturelles libres. Il comprend la basilique cathédrale de Saint-Louis (la Nouvelle Cathédrale) sur Lindell Boulevard à Newstead Avenue, qui abrite la plus grande collection de mosaïques au monde. Le Central West End est représenté par trois échevins, comme il se trouve partiellement dans les 17e, 18e, et 28e paroisses.

## Géographie

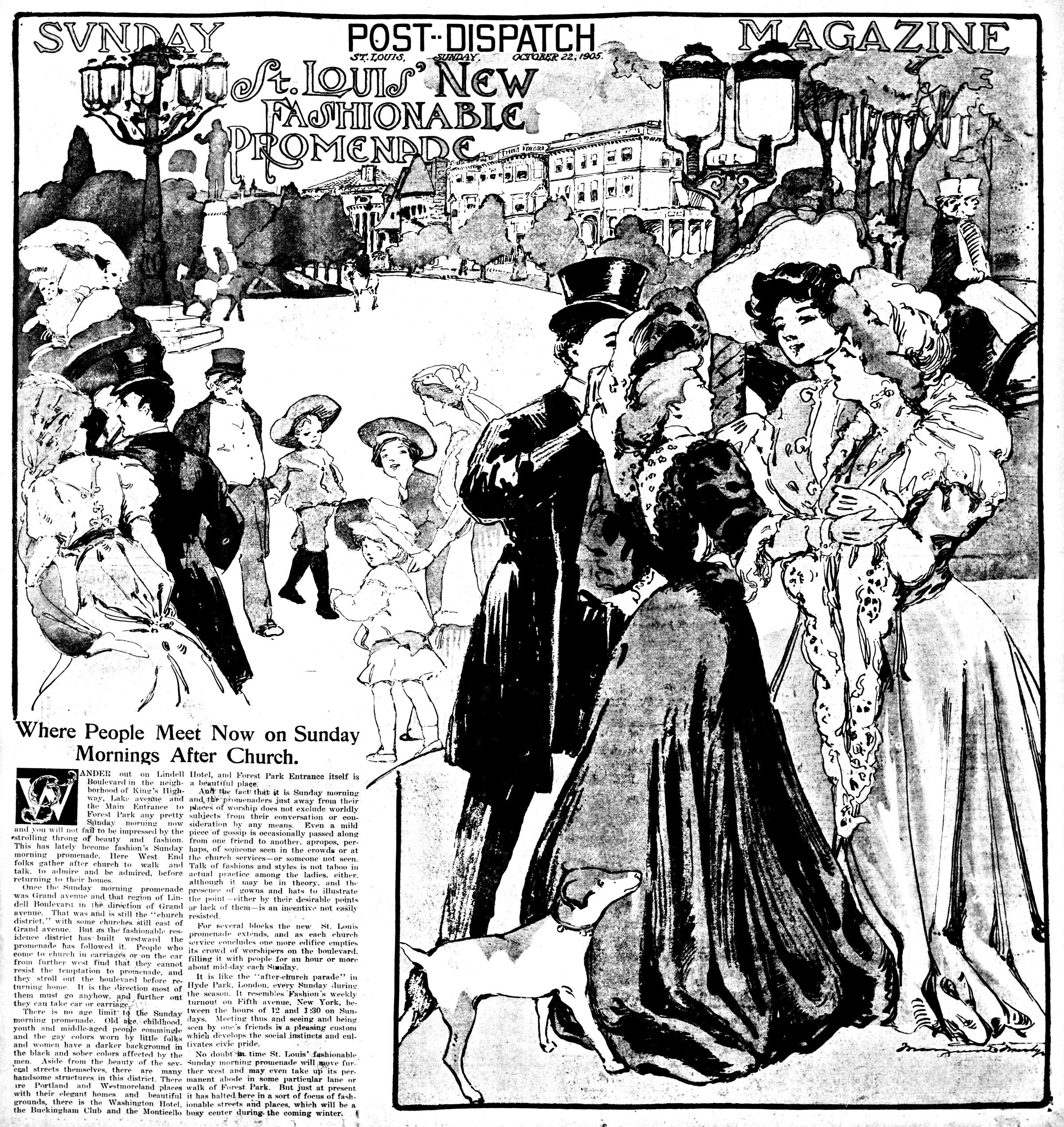
Esquisse de Marguerite Martyn pour le Saint Louis Post-Dispatch, le 22 octobre 1905 montrant Lac Avenue, Lindell Boulevard dans le quartier de King's Highway et l'entrée principale de Forest Park.

Union Boulevard marque la frontière du voisinage et de la partie est du Forest Park à l'ouest, des routes I-64/US 40 sur le sud, du Delmar Boulevard du nord, et Vandeventer Avenue à l'est.
La fin du quartier commercial du centre-ouest se retrouve le long de Euclid Avenue et s'étend jusqu'à la Forest Park Parkway au sud de Delmar Boulevard au nord. Les restaurants sont principalement regroupés dans les régions d'Euclide/McPherson et Euclide/Laclede puis dans la place de Maryland. Les insolites et bien élaborés lampadaires du XXe siècle ainsi que les rues pavées s'ajoutent à l'atmosphère de ce quartier, qui a gagné en popularité avec l'arrivée de l'exposition universelle de 1904 qui a eu lieu dans les zones adjacentes de Forest Park. Certains quartiers résidentiels à la fin du centre-ouest de la ville sont inclus dans le registre national des lieux historiques. Un exemple est Fullerton Westminster Place, dont les maisons d'architecte, la plupart construites dans la période 1890-1910, ont été décrites par la NRHP comme l'un des meilleurs tournant de paysage urbain du XXe siècle aux États-Unis.

## Équipements publics
- Basilique cathédrale de Saint-Louis
- Centre médical de l'université Washington de Saint-Louis

## Démographie
En 2010, la population était 58,0 % blanche, 28,0 % noire, 0,2 % amérindienne, 11.1 % asiatique et 2,7 % d'autres origines. 2,7 % de la population était d'origine hispanique ou latino-américaine.
| Groupe ethnique        | 2000   | 2010   |
| ---------------------- | ------ | ------ |
| Blanc                  | 55,5 % | 58,0 % |
| Noir ou Afro-Américain | 36,4 % | 28,0 % |
| Hispanique ou Latino   | 2,0 %  | 2,7 %  |
| Asiatique              | 5,4 %  | 11,1 % |
| Autres populations     | 1,8 %  | 2,2 %  |

## Personnalités liées à Central West End
Le dramaturge Tennessee Williams a grandi dans le quartier et la maison du célèbre poète T. S. Eliot est située dans le quartier. La petite maison d'enfance de l'écrivain William S. Burroughs se trouve sur Pershing Avenue (anciennement Berlin Avenue) dans le quartier. Et bien que, souvent confondu avec l'emplacement de la demeure de Sally Benson, le cadre dans lequel les histoires qui ont été adaptées dans le film meet Me in Saint Louis, 5135 Kensington Avenue était en fait situé à l'académie de quartier juste en face au nord du boulevard Delmar.
George Julian Zolnay (Gyula Zsolnay) (4 juillet 1863 — 1er mai 1949), le sculpteur hongrois et américain connu comme le « Sculpteur de la Confédération » a vécu dans le quartier de West End, dans le début des années 1900 au 4384 Maryland Avenue.